# T-Mobile US
T-Mobile US, Inc. è una compagnia telefonica mobile statunitense,  con sede a Bellevue, all'interno dell'area metropolitana di Seattle. È una sussidiaria della multinazionale tedesca Deutsche Telekom ed è la seconda compagnia telefonica statunitense per abbonati dopo Verizon e AT&T.  

## Storia
T-Mobile U.S. affonda le sue radici della sua fondazione nel 1994 sotto il nome di VoiceStream Wireless PCS come sussidiaria di Western Wireless Corporation. Dopo la sua scissione dalla società madre Western Wireless il 3 maggio 1999, VoiceStream Wireless è stata acquistata da Deutsche Telekom AG nel 2001 per 35 miliardi di dollari e ribattezzata T-Mobile USA, Inc, nel luglio 2002. Il 17 settembre 2007, la società ha annunciato l'acquisizione del vettore GSM regionale SunCom Wireless Holdings, Inc. per 2,4 miliardi di dollari; l'acquisizione si è conclusa il 22 febbraio 2008. Prima dell'8 settembre 2008, le attività di SunCom sono state integrate con quelle della società. L'acquisizione ha aggiunto 1,1 milioni di clienti SunCom alla base clienti dell'azienda e ha ampliato la copertura di rete dell'azienda per includere la Virginia meridionale, la Carolina del Nord, la Carolina del Sud, il Tennessee orientale, la Georgia nord-orientale, Porto Rico e le Isole Vergini americane. A seguito dell'acquisizione di Suncom, T-Mobile ha posseduto una presenza di rete nativa in tutte le principali aree metropolitane degli Stati Uniti. Nel 2013, T-Mobile e MetroPCS hanno finalizzato una fusione delle due società che hanno iniziato a operare come T-Mobile US.

## Copertura della rete
La società possiede licenze per gestire una rete di comunicazioni cellulari nelle bande 1900 MHz (PCS) e 1700 MHz (AWS) con copertura in molte parti degli Stati Uniti continentali, Alaska, Hawaii, Porto Rico e Isole Vergini Americane, nonché licenze nella banda 700 MHz (principalmente blocco A) disponibili in alcune parti del paese. Nel 2017 T-Mobile ha anche acquisito una licenza nazionale a 600 MHz. Si prevede di distribuire questo spettro nei prossimi anni poiché viene lasciato libero dalle stazioni televisive di tutto il paese in più fasi. Per quanto riguarda la tecnologia, a seconda della località, nella banda 1900 MHz utilizza GSM, UMTS/HSPA+ e/o LTE (Banda 2); nella banda 1700 MHz impiega UMTS/HSPA+ e/o LTE (B4 e B66); e solo LTE nelle bande 700 MHz (B12) e 600 MHz (B71). La sua rete LTE supporta anche VoLTE. Fornisce copertura nelle aree in cui non possiede licenze per lo spettro delle radiofrequenze tramite accordi di roaming con altri operatori di reti compatibili.